# Manuales de sexo
Los manuales de sexo son libros que explican cómo llevar a cabo prácticas sexuales; también suelen incluir consejos sobre control de la natalidad y, a veces, sobre sexo seguro y sobre las relaciones íntimas. 

## Manuales de sexo en la antigüedad

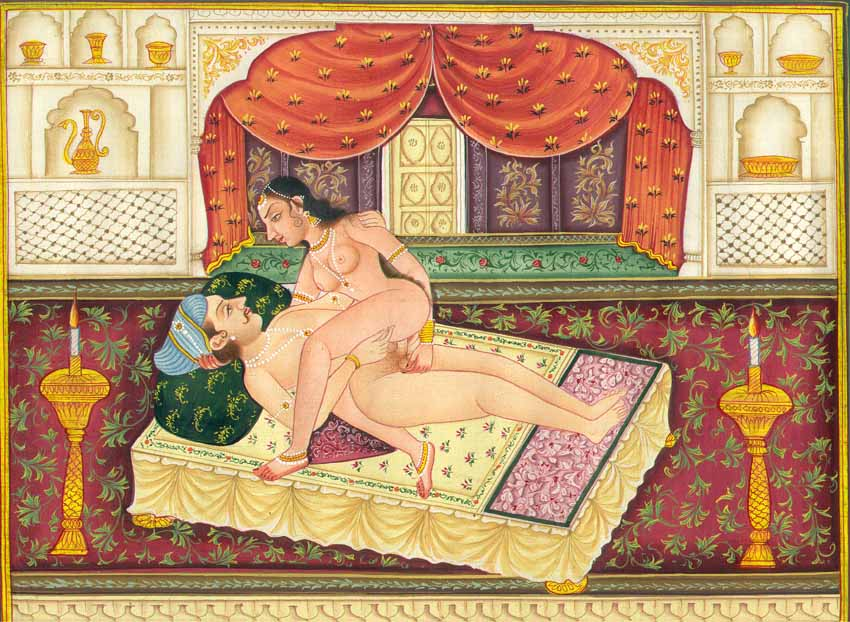
Representación artística de una posición sexual.

En la era greco-romana, Filénide de Samos, posiblemente una hetera (cortesana) del período helenístico (siglos III-I a. C.), escribió un manual de sexo. Preservado como una serie de papiros fragmentarios que dan fe de su popularidad, sirvió como una fuente de inspiración para el Ars Amatoria de Ovidio, publicado alrededor del año 2 a. C., que es en parte manual de sexo y en parte una parodia sobre el arte de amar. La poetisa erótica Elefantis (fl. c. siglo I a. C.) era también reconocida por ser aparentemente la autora de varios manuales, de los que Suetonio dice que el emperador Tiberio abasteció sus dormitorios, por si quienes allí recibían un pago por el sexo necesitaban orientación.
El Kama Sutra tiene una notoria reputación como manual de sexo, si bien solo una pequeña porción de su texto está dedicada al sexo. Fue compilado por el sabio indio Vatsiaiana en algún punto entre los siglos II y IV d. C.. Su obra se basó en las previas Kamashastras o Reglas del amor que se remontan al menos al siglo VII a. C., y consiste en un compendio de las normas sociales y costumbres amorosas del patriarcal norte de la India en la época en que vivió el autor. El Kama Sutra de Vatsiaiana es valioso en la actualidad por sus intuiciones psicológicas sobre las interacciones y escenarios del amor, y por su aproximación estructurada sobre las diversas situaciones que describe. El autor define diferentes tipos de hombres y mujeres, emparejando lo que denomina uniones «iguales», y brinda descripciones detalladas de muchas posturas amorosas.
El Kama Sutra fue escrito para los ricos varones de la ciudad. No es, ni tuvo nunca la intención de serlo, una guía para los amantes entre las masas, ni es tampoco un «manual de amor tántrico». Unos tres siglos después de que el Kama Sutra se hiciera popular, algunas de las posturas para hacer el amor en él descritas fueron reinterpretadas de manera tántrica. Dado que el Tantra es una ciencia sensual sobreabarcante, se considera que las posiciones para hacer el amor son relevantes para la práctica espiritual.
El manual de sexo más antiguo conocido de Asia oriental es el Su Nü Jing. Escrito probablemente durante la dinastía Han china (206 a. C. - 220 d. C.), la obra se consideró perdida durante mucho tiempo en China, pero se preservó en Japón como parte de la antología médica Ishinpō (984). Es un texto taoísta que pretende describir cómo se puede lograr una larga vida e inmortalidad por medio de la manipulación de las fuerzas yin y yang del cuerpo a través de técnicas sexuales, que son descritas en cierto detalle.
Entre los manuales de sexo medievales se encuentran las obras perdidas de Elefantis y de Constantino el Africano, el Ananga Ranga, una colección de obras eróticas hindúes del siglo XII, el Ratirajasia, un manual de sexo indio medieval escrito por Koka y El jardín perfumado para la recreación del alma, una obra árabe del siglo XVI de Sheikh Nefzaoui. El libro en catalán Speculum al foderi (El espejo del coito) del siglo XV es la primera obra europea medieval en tratar de posturas sexuales. Constantino el Africano también escribió un tratado médico sobre la sexualidad, conocido como Liber de coitu. El médico y escritor judío medieval Maimónides escribió un Tratado sobre la convivencia. El I Modi (también conocido como Los dieciséis placeres) es un famoso libro erótico de la época renacentista italiana que contiene grabados de escenas explícitas de parejas en posiciones sexuales, creado por el grabador Marcantonio Raimondi (c. 1524), y al que se añadieron una serie de sonetos escritos por Pietro Aretino que describían los actos sexuales mostrados.

## Manuales de sexo modernos
A pesar de la existencia de manuales sexuales antiguos en otras culturas, los manuales sexuales estuvieron prohibidos en la cultura occidental durante muchos años. La escasa información sexual disponible solo estaba disponible por lo general en forma de pornografía ilícita o libros de medicina, que generalmente discutían o bien sobre fisiología sexual o bien sobre trastornos sexuales. Quienes escribían obras médicas llegaron incluso a escribir las partes más sexualmente explícitas de sus textos en latín, para así hacerlos inasequibles al público en general (véase por ejemplo la Psychopathia Sexualis de Krafft-Ebing).
Algunas traducciones de las obras antiguas circularon de forma privada, como El jardín perfumado.
A fines del siglo XIX, la educadora y activista estadounidense Ida Craddock escribió muchos tratados pedagógicos serios sobre sexualidad humana y las relaciones sexuales apropiadas y respetuosas entre parejas casadas. Entre sus obras se encuentran The Wedding Night (La noche de bodas) y Right Marital Living (La correcta vida marital). En 1918, la autora británica Marie Stopes publicó Married Love (Amor de casados), considerado innovador a pesar de sus limitaciones en los detalles empleados para discutir los actos sexuales.
El libro del ginecólogo neerlandés Theodoor Hendrik van de Velde, Het volkomen huwelijk (El matrimonio perfecto), publicado en 1926, fue muy conocido en los Países Bajos, Alemania, Suecia y Estonia. En Alemania, Die vollkommene Ehe (como se tradujo) alcanzó 42 ediciones en 1932 a pesar de haber sido puesto por la Iglesia Católica en su lista de libros prohibidos, el Index Librorum Prohibitorum. En Suecia, Det fulländade äktenskapet era ampliamente conocido, si bien se lo consideraba pornográfico e inadecuado para lectores jóvenes hasta bien entrada la década de 1960. Su traducción al inglés, Ideal Marriage: Its Physiology and Technique tiene 42 ediciones en su edición original de 1930 y se volvió a publicar en nuevas ediciones en 1965 y 2000. En español se le conoce como El matrimonio perfecto y también ha gozado de varias ediciones.
El libro del psiquiatra estadounidense David Reuben Everything You Always Wanted to Know About Sex* (*But Were Afraid to Ask) (Todo lo que siempre quiso saber sobre el sexo, pero nunca se atrevió a preguntar), publicado en 1969, fue uno de los primeros manuales de sexo que ingresó a la cultura mainstream en la década de 1960. Si bien no presentaba imágenes explícitas de actos sexuales, sus descripciones de actos sexuales eran detalladas y abordaban preguntas comunes y malentendidos que Reuben había escuchado de boca de sus pacientes. En particular, Reuben descartó las nociones médicas y psiquiátricas populares de orgasmo «vaginal» versus «clitoriano», explicando exactamente cómo funciona la fisiología femenina.
The Joy of Sex (traducido al español como El goce de amar) del médico británico Alex Comfort fue el primer manual de sexo visualmente explícito en ser publicado por una editorial importante. Le siguieron The Joy of Gay Sex y The Joy of Lesbian Sex. Su aparición en las librerías públicas en la década de 1970 dio paso a la amplia publicación de manuales de sexo en Occidente.
Tan populares se hicieron los manuales de sexo y obras de ese tipo durante la revolución sexual de la década de 1970 que incluso algunos grupos religiosos desarrollaron sus propios manuales. En particular, el libro El acto matrimonial de los autores cristianos bautistas estadounidenses Tim y Beverly LaHaye. Si bien el libro empieza con el requisito previo de que el acto sexual ocurra en el contexto de una relación heterosexual complementaria, los comportamientos que sugirieron fueron mucho más allá de la enseñanza cristiana estándar en esa época. Sugirieron juegos de roles, experimentación con juguetes sexuales, la masturbación para asegurar el orgasmo y muchas otras prácticas que se consideraban tabú hasta la década de 1970 en las camas de los protestantes. Otros manuales de sexo cristianos como The Total Woman de Marabel Morgan enfatizaron la importancia del orgasmo femenino. Si bien todos enfatizaban que ocurriera en el contexto del matrimonio, de la heterosexualidad y de la complementariedad, empujaron los límites de la práctica aceptada dentro de sus respectivas esferas de influencia. En la actualidad, autores cristianos continúan escribiendo manuales y guías similares para sus fieles que busquen un comportamiento apropiado y satisfactorio. Libros como Real Marriage, de Mark y Grace Driscoll, alientan a los cristianos a experimentar en sus cuartos con sus cónyuges, e incluso fomentan actos que durante mucho tiempo han sido rechazados por la tradición protestante, como el sexo anal.
Uno de los manuales de sexo más conocidos actualmente en los Estados Unidos es The Guide to Getting it On! del psicoanalista Paul Joannides.